# 도장중학교
도장중학교(道藏中學校)는 대한민국 경기도 군포시 산본동에 있는 공립 중학교이다.

## 학교 연혁
- 1993년 1월 11일 : 도장중학교 설립 인가
- 1993년 3월 1일 : 초대 한관석 교장 부임
- 1993년 3월 4일 : 개교 (490명) 입학
- 1995년 2월 15일 : 제1회 졸업식(476명)
- 2023년 9월 1일 : 제11대 김오규 교장 취임
- 2024년 1월 5일 : 제30회 졸업식 9학급(207명) 총 졸업생 11,132명

## 참고 자료
- 도장중학교 - 한국교육학술정보원 학교알리미